# Bailén
Bailén település Spanyolországban, Jaén tartományban. Bailén Baños de la Encina, Espeluy, Guarromán, Jabalquinto, Linares és Villanueva de la Reina községekkel határos. Lakosainak száma 17 264 fő (2024).

## Népesség
A település népessége az elmúlt években az alábbi módon változott:
| Lakosok száma | 17 672 | 17 966 | 18 583 | 18 785 | 18 725 | 18 419 | 17 924 | 17 667 | 17 377 | 17 264 |
|               | 2001   | 2004   | 2007   | 2009   | 2012   | 2014   | 2017   | 2019   | 2022   | 2024   |